# Jean-Pierre Léaud
Jean-Pierre Léaud (* 28. května 1944 Paříž) je francouzský herec.
Jako čtrnáctiletého ho objevil režisér François Truffaut, který mu svěřil náročnou hlavní roli Antoina Doinela v dramatu Nikdo mne nemá rád. Díky přátelství, citovému a tvůrčímu souznění obou umělců pokračovala jejich úspěšná spolupráce i v následujících desetiletích, kdy ještě rozvinuli osudy neposlušného mladíka Doinela v Truffautových filmech Ukradené polibky, Rodinný krb a Láska na útěku.

## Filmografie (výběr)
- Nikdo mne nemá rád (1959)
- Orfeova závěť (1960)
- Láska ve dvaceti letech (1962)
- Antoine et Colette (1962)
- Mata Hari (1964)
- Bláznivý Petříček (1965)
- Mužský rod, ženský rod (1966)
- Ukradené polibky (1968)
- Rodinný krb (1970)
- Dvě Angličanky a kontinent (1971)
- Americká noc (1973)
- Láska na útěku (1979)
- Detektiv (1985)
- Najal jsem si vraha (1990)
- Paris s'éveille (1991)
- Bohémský život (1992)
- La Naissance de l'amour (1993)
- Viděl jsem, jak byl zabit Ben Barka (2005)
- Le Havre (2011)